# Sawang Arom (huyện)
Sawang Arom (tiếng Thái: สว่างอารมณ์) là một huyện (amphoe) ở phía bắc của tỉnh Uthai Thani, miền nam Thái Lan.

## Lịch sử
Khu vực này ban đầu có tên Ban Sawang Chaeng Sabai Chai. Trong cuộc chiến tranh Thái-Miến trong thời kỳ vương quốc Ayutthaya, quân Thái đã chiến đấu ở khu vực Lat Yao vào ban đêm và chấm dứt tại làng vào buổi sang. Để kỷ niệm sự kiện này, chính quyền đã đổi tên làng thành Sawang Arom năm 1961.
Tiểu huyện Sawang Arom được thành lập năm 1963 và thuộc Thap Than.

## Địa lý
Các huyện giáp ranh (từ phía đông theo chiều kim đồng hồ) là: Thap Than, Lan Sak của tỉnh Uthai Thani, Lat Yao và Krok Phra của tỉnh Nakhon Sawan.

## Hành chính
Huyện này được chia thành 5 phó huyện (tambon), các đơn vị này lại được chia ra thành 64 làng (muban). Sawang Arom là một thị trấn (thesaban tambon) nằm trên một phần của tambon Sawang Arom. Có 5 Tổ chức hành chính tambon.
| STT. | Tên               | Tên Thái   | Số làng | Dân số |  |
| ---- | ----------------- | ---------- | ------- | ------ |  |
| 1.   | Sawang Arom       | สว่างอารมณ์  | 10      | 4.842  |  |
| 2.   | Nong Luang        | หนองหลวง   | 10      | 4.189  |  |
| 3.   | Phluang Song Nang | พลวงสองนาง | 8       | 5.341  |  |
| 4.   | Phai Khiao        | ไผ่เขียว     | 24      | 11.534 |  |
| 5.   | Bo Yang           | บ่อยาง      | 12      | 5.186  |  |